# Kruschinehlen
Kruschinehlen, 1938 bis 1945: Frankenreuth, litauisch Krušynėliai, ist ein verlassener Ort im Rajon Krasnosnamensk der russischen Oblast Kaliningrad.
Die Ortsstelle befindet sich zehn Kilometer südlich von Pobedino unweit der Abzweigung der Regionalstraße 27A-026 (ex R 511) von der Regionalstraße 27A-012 (ex R 509) und ist von diesen beiden Straßen über Wege zu erreichen. Vor 1945 hatte der Ort einen Haltepunkt am nach Schirwindt führenden Strang der Pillkaller Kleinbahn, die nicht mehr betrieben wird.

## Geschichte

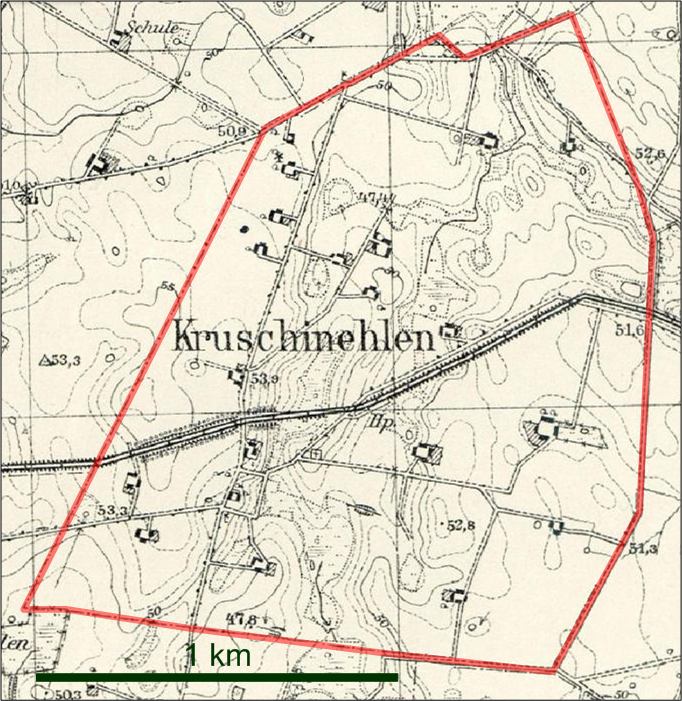
Die Gemeinde Kruschinehlen auf einem Messtischblatt von 1936

Der zunächst Tarputschen genannte Ort wurde zuerst 1625 erwähnt. Um 1780 war Kurschinehlen bzw. Kruschinehlen ein königliches Bauerndorf. 1874 wurde die Landgemeinde Kruschinehlen in den neu gebildeten Amtsbezirk Lindicken im Kreis Pillkallen eingegliedert. 1938 wurde Kruschinehlen in Frankenreuth umbenannt. 1945 kam der Ort in Folge des Zweiten Weltkrieges mit dem nördlichen Ostpreußen zur Sowjetunion. Einen russischen Namen erhielt er nicht mehr.

### Einwohnerentwicklung
| Jahr | Einwohner |
| ---- | --------- |
| 1867 | 155       |
| 1871 | 142       |
| 1885 | 158       |
| 1905 | 152       |
| 1910 | 130       |
| 1933 | 110       |
| 1939 | 107       |

## Kirche
Kruschinehlen/Frankenreuth gehörte zum evangelischen Kirchspiel Willuhnen.